# Place des Glières
Rue Louis-Célestin
La place des Glières et la rue Louis-Célestin sont deux voies de Toulouse, chef-lieu de la région Occitanie, dans le Midi de la France. 

## Situation et accès

### Description
La place des Glières et la rue Louis-Célestin sont deux voies publiques. Elles se situent au cœur du quartier de Lafourguette, dans le secteur 6 - Ouest.
La place des Glières forme un rectangle irrégulier d'environ 2400 m², large de 45 m et longue de 50 m. Elle est longée à l'ouest par la route de Seysses. Le sud de la place est occupé par une zone de stationnement de courte durée, limité et réglementé. Au centre se trouve un jardin public. Le côté est est dominé par les bâtiments des anciennes écoles, occupés par la mairie de quartier. Au nord, la rue Louis-Célestin mène à l'espace des Glières, qui donne accès à la promenade Charles-Dupuys et, au-delà, à la rue de Gironis.

### Voies rencontrées
La place des Glières rencontre les voies suivantes, dans l'ordre des numéros croissants :
1. Route de Seysses
2. Rue Louis-Célestin

### Transports
La place des Glières abrite un arrêt de la ligne du Linéo L4. La station de métro la plus proche, située au bout de l'allée de Bellefontaine, est la station du même nom, sur la ligne de métro .
Il existe également une station de vélos en libre-service VélôToulouse, la station no 296.

## Odonymie
La place est aménagée vers 1910 devant le groupe scolaire, qui réunit les écoles maternelles et primaires du quartier de Lafourguette : elle en prend naturellement le nom. En 1947, la municipalité toulousaine, largement issue des rangs de la Résistance, décide de renommer la place en hommage au maquis des Glières, dans les Alpes, qui, fort de moins de 500 membres constituées par l'Armée secrète, rejointe par des groupes de Francs-tireurs et partisans et de républicains espagnols, avait lutté aux mois de février et de mars 1944 contre 2 000 hommes de la police et de la Milice française, et 5 000 soldats allemands de la Wehrmacht. Les combats furent salués comme la « première bataille de la Résistance » et furent une victoire morale pour elle.
Par ailleurs, le nom de Glières a été donné à d'autres voies proches de la place : l'impasse des Glières, tracée en 1986 et qui dessert l'école élémentaire Buffon, et l'espace des Glières, aménagé en 2004 entre la place du même nom, la promenade Michel-Dupuys et la rue de Gironis.
En 2010, le côté nord de la place a été renommé en hommage à Louis Célestin (1923-1998). Habitant du quartier, il devient le président de l'association des habitants de Lafourguette, créée en 1971.

## Patrimoine et lieux d'intérêt

### Mairie annexe Lafourguette
Le groupe scolaire de Lafourguette est construit entre 1898 et 1902, sur les plans de l'architecte Jacques Lacassin. Il regroupe une école maternelle, une école primaire de garçons et une école primaire de filles. En 1994, le groupe scolaire investit les nouveaux bâtiments construits en arrière, le long de l'impasse des Glières. Les bâtiments historiques sont dévolus à la mairie annexe, devenue mairie de quartier.

### Œuvres publiques
- fontaine des Glières.
- noria.